# 1215
| 1215               |
| ------------------ |
| Dødsfald - Fødsler |
|                    |

| Gregoriansk kalender | 1215 MCCXV              |
| Ab urbe condita      | 1968                    |
| Armensk kalender     | 664 ԹՎ ՈԿԴ              |
| Kinesiske kalender   | 3911 – 3912 甲戌 – 乙亥 |
| Etiopisk kalender    | 1207 – 1208             |
| Jødisk kalender      | 4975 – 4976             |
| Hindukalendere       |                         |
| - Vikram Samvat      | 1270 – 1271             |
| - Shaka Samvat       | 1137 – 1138             |
| - Kali Yuga          | 4316 – 4317             |
| Iransk kalender      | 593 – 594               |
| Islamisk kalender    | 612 – 613               |

Konge i Danmark: Valdemar Sejr 1202-1241
Se også 1215 (tal)

## Begivenheder
- Kampe i Holsten mod den tysk-romerske kejser Otto 4. der havde besat Hamborg.
- Biskop Valdemar bliver tvunget til at opgive embedet i Bremen og gå i kloster
- 15. juni - den engelske kong Johan uden Land tvinges af baronerne til at underskrive Magna Carta, som er en håndfæstning

```
* Grunlæggelse af 
Dominikanerordenen
.
```